# Temeszów
Temeszów – wieś w Polsce, położona w województwie podkarpackim, w powiecie brzozowskim, w gminie Dydnia, na drodze pomiędzy wsiami Krzemienna i Witryłów, w dolinie rzeki San (jedne z najpiękniejszych przełomów tej rzeki).
W latach 1975–1998 miejscowość administracyjnie należała do województwa krośnieńskiego.

## Integralne części wsi
| SIMC    | Nazwa   | Rodzaj    |
| ------- | ------- | --------- |
| 0351113 | Folwark | część wsi |
| 0351120 | Łaz     | część wsi |
| 0351136 | Rzeki   | część wsi |

## Historia
Pierwsze znalezione ślady osadnictwa pochodzą jeszcze z okresu brązu (kultura łużycka), zaś pierwsze wzmianki pisane mówią o nadaniu Temeszowa dwóm braciom z Węgier, Piotrowi i Pawłowi Balom przez księcia Władysława Opolczyka w 1377 roku. W latach 1430–1447 wieś była własnością Małgorzaty Dydyńskiej, wdowy po Mikołaju spokrewnionego z Balami. Po niej wieś odziedziczyli synowie Paweł i Mikołaj, którzy pieczętowali się herbem Gozdawa. Oprócz Temeszowa, byli oni jeszcze w posiadaniu takich wsi jak: Dydnia, Krzemienna i Falejówka. W roku 1489 trzej synowie Elżbiety, tj. Jan, Zygmunt i Stanisław Dydyńscy podzielili majątek pomiędzy siebie w taki sposób, że Janowi przypadły wsie: Falejówka, Jabłonka i połowa Wydrnej, zaś Zygmunt i Stanisław stali się właścicielami Dydni, połowy Wydrnej, Temeszowa, Krzemiennej oraz Jabłonicy Ruskiej.
Jak się wydaje z zapisków oraz badań archeologicznych (przeprowadzonych w latach 50. XX wieku), pierwsza osada była ulokowana na wzgórzu zwanym Horodysko i miała charakter obronny. Toteż w od XV do XVII wieku często była wykorzystywana przez okoliczną szlachtę do obrony przed zagonami tatarskimi. Wieś w całości zamieszkana była przez ludność pochodzenia polskiego.
Właścicielami posiadłości tabularnej Temeszów z Wicentówką byli: Wincenty Dwernicki (w połowie XIX wieku), Władysław Dwernicki (pod koniec XIX wieku), Włodzimierz Dwernicki (na początku XX wieku).
Do 1946 we wsi znajdował się dwór, którego właścicielem był Włodzimierz Karol Dwernicki. Według legendy budynek ten miał podziemne połączenie ze skałami pod pobliskim Oniaczem.

### II wojna światowa
Po agresji Niemiec na Polskę w 1939 roku wieś została włączona do Generalnego Gubernatorstwa, podczas gdy wsie znajdujące się za Sanem, jak Jabłonica Ruska, Hroszówka, Ulucz wcielił ZSRR.
25 czerwca 1941 o godz. 17:00 radziecką granicę na Sanie w Temeszowie przekroczyło słowackie zgrupowania wojskowe, tj. I. motorizovany delostrelecki oddiel i II. motorizovany peši prápor, kierujące się w stronę Sanoka i Krościenka.
W okresie II wojny światowej we dworze oraz w kilku gospodarstwach stacjonowali żołnierze niemieccy. Na skutek akcji germanizacyjnej Wielkopolski, w wyniku której powstał Wartheland, została przesiedlona do Temeszowa jedna rodzina z Poznania.
W tym okresie działał również ruch oporu, którego akcje sabotażowe spowodowały uwięzienie kilku mieszkańców w KL Auschwitz. Temeszów zajęły wojska radzieckie w 1944 roku.

### Napad UPA
W nocy z 28 na 29 maja 1946 wieś zaatakował oddział UPA w ramach akcji odwetowej za wysiedlenie Ukraińców z miejscowości Lalin przez Wojsko Polskie i Milicję Obywatelską. Akcja UPA udała się, mimo działającej we wsi straży, ze względu na kolaborację z Ukraińcami dwóch Polaków z sąsiedniej miejscowości znających zwyczaje mieszkańców.
Oddział UPA w czasie napadu został podzielony na dwie grupy. Pierwsza grupa rabowała mienie, wypędzając równocześnie mieszkańców w tym, co spali, na zewnątrz, a także likwidując osoby zagrażające nacjonalistom. Druga grupa sukcesywnie podpalała kolejne gospodarstwa. W rezultacie zginęło ośmiu mieszkańców wsi: ks. Józef Skrabalak (kapłan archidiecezji lwowskiej oraz kapelan WP), Jan Kociszewski, Jadwiga Kułak, Józef Bluj, Franciszek Skrabalak, Franciszek Dziamba, Bronisław Kawałek i Stefan Horbulewicz. Pozostała ludność zamieszkała w ocalonych budynkach murowanych: szkole oraz XIX-wiecznym dworze.
Prawdopodobnie stosunkowo niska liczba ofiar w Temeszowie była spowodowana bliskością stacjonowania jednostek Wojska Polskiego, MO (Dydnia). Oraz czynnym oporem mieszkańców min. Jana Skrabalaka Bolesława Skrabalaka i Antoniego Skrabalaka, którzy ostrzeliwali napastników z posiadanej broni. Podczas napadu została spalona również cała wieś.

### Czasy współczesne
Obecnie we wsi znajdują się pozostałości założenia dworskiego (budynek gospodarczy, część zabytkowego parku oraz zarośnięty staw), zabytkowa kaplica pod wezwaniem Matki Boskiej Ostrobramskiej z 1893 roku oraz kilka kapliczek przydrożnych.
Ze względu na powolny upadek rolnictwa wieś zmienia swój charakter na letniskowy.
W roku 2009 rozpoczęto budowę kościoła filialnego rzymskokatolickiej parafii św. Michała Archanioła i św. Anny w Dydni.

## Galeria

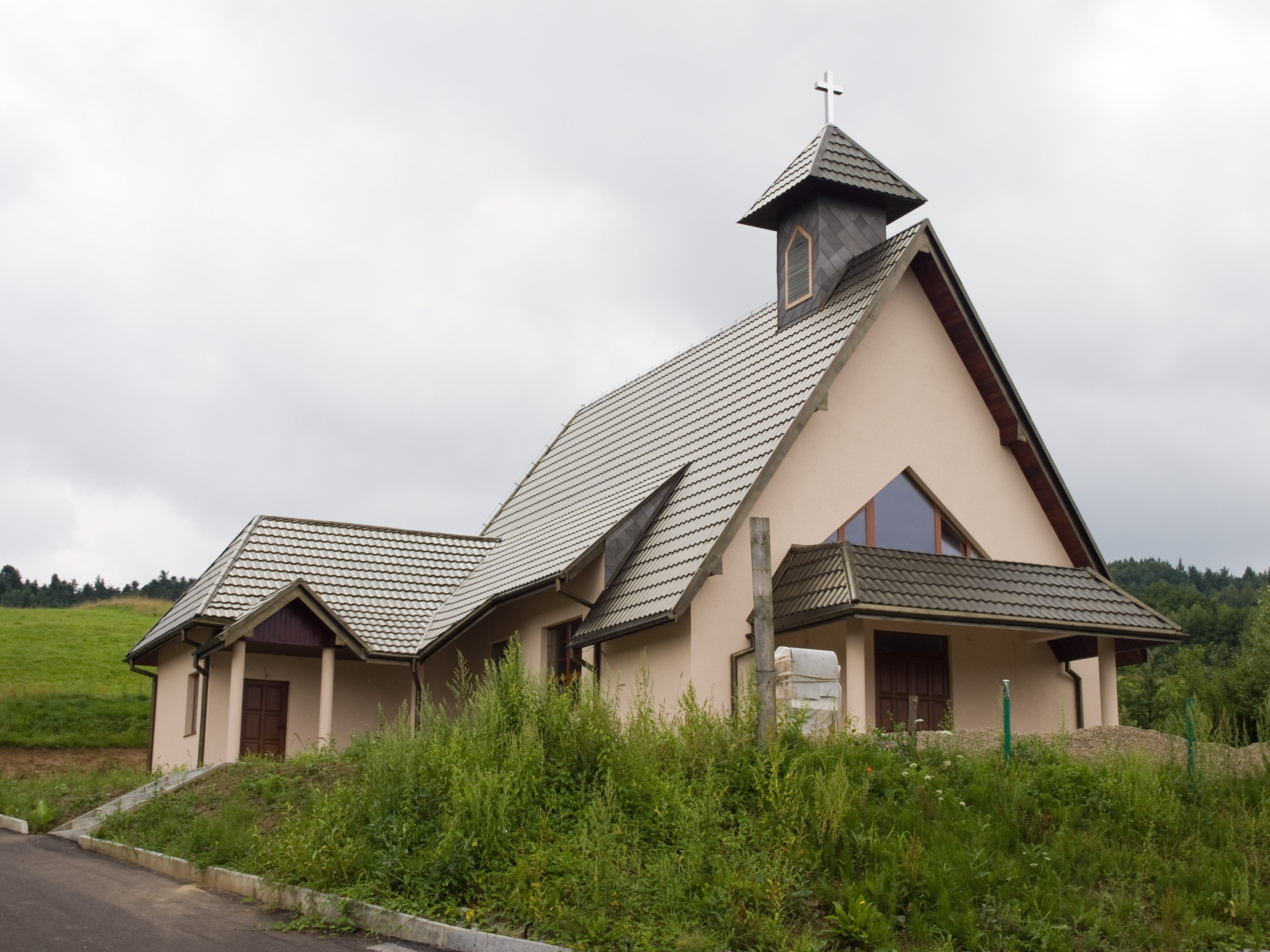
Nowy kościół pw. Matki Bożej Ostrobramskiej
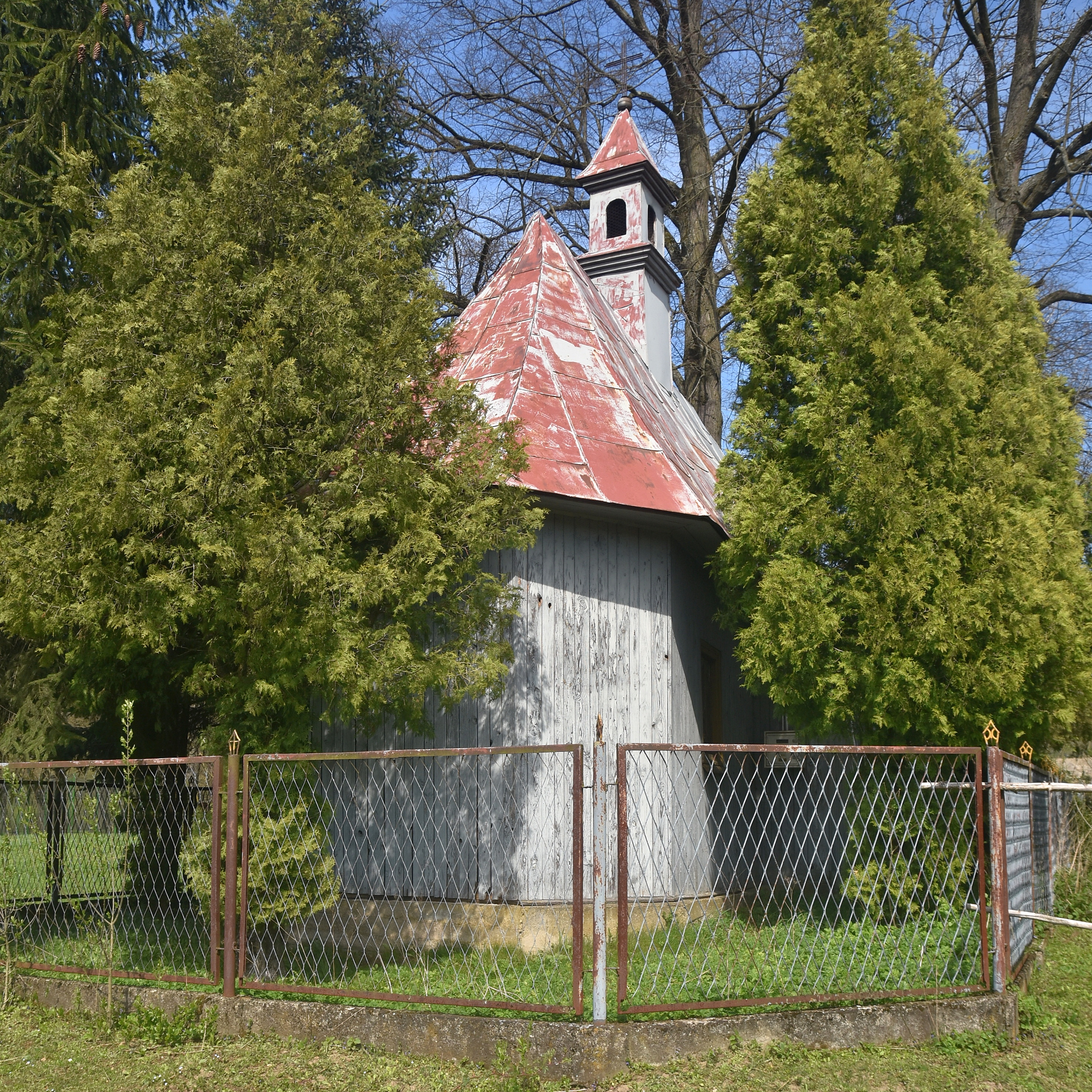
Kaplica pw. Matki Bożej Ostrobramskiej
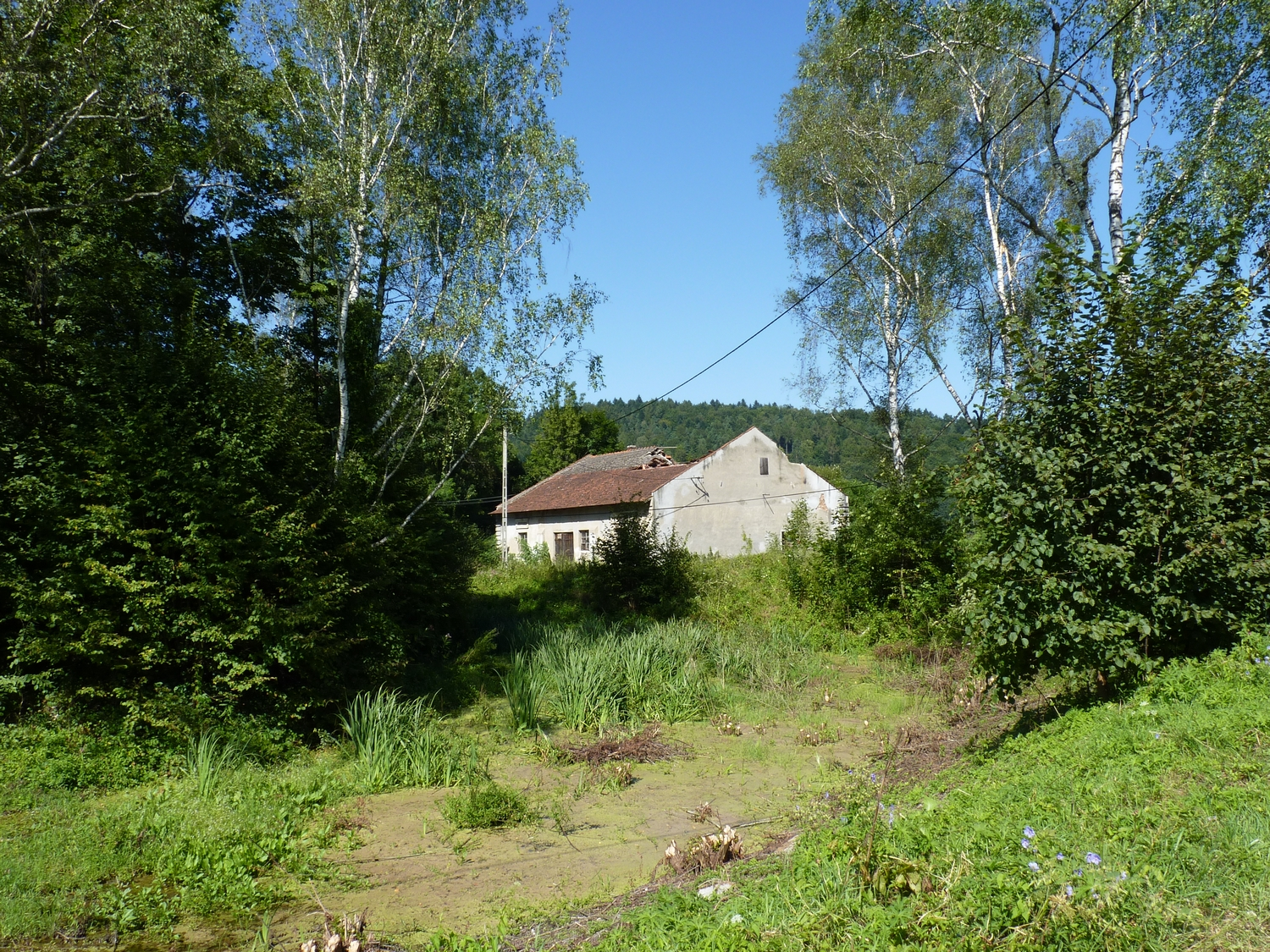
Ruiny dworu
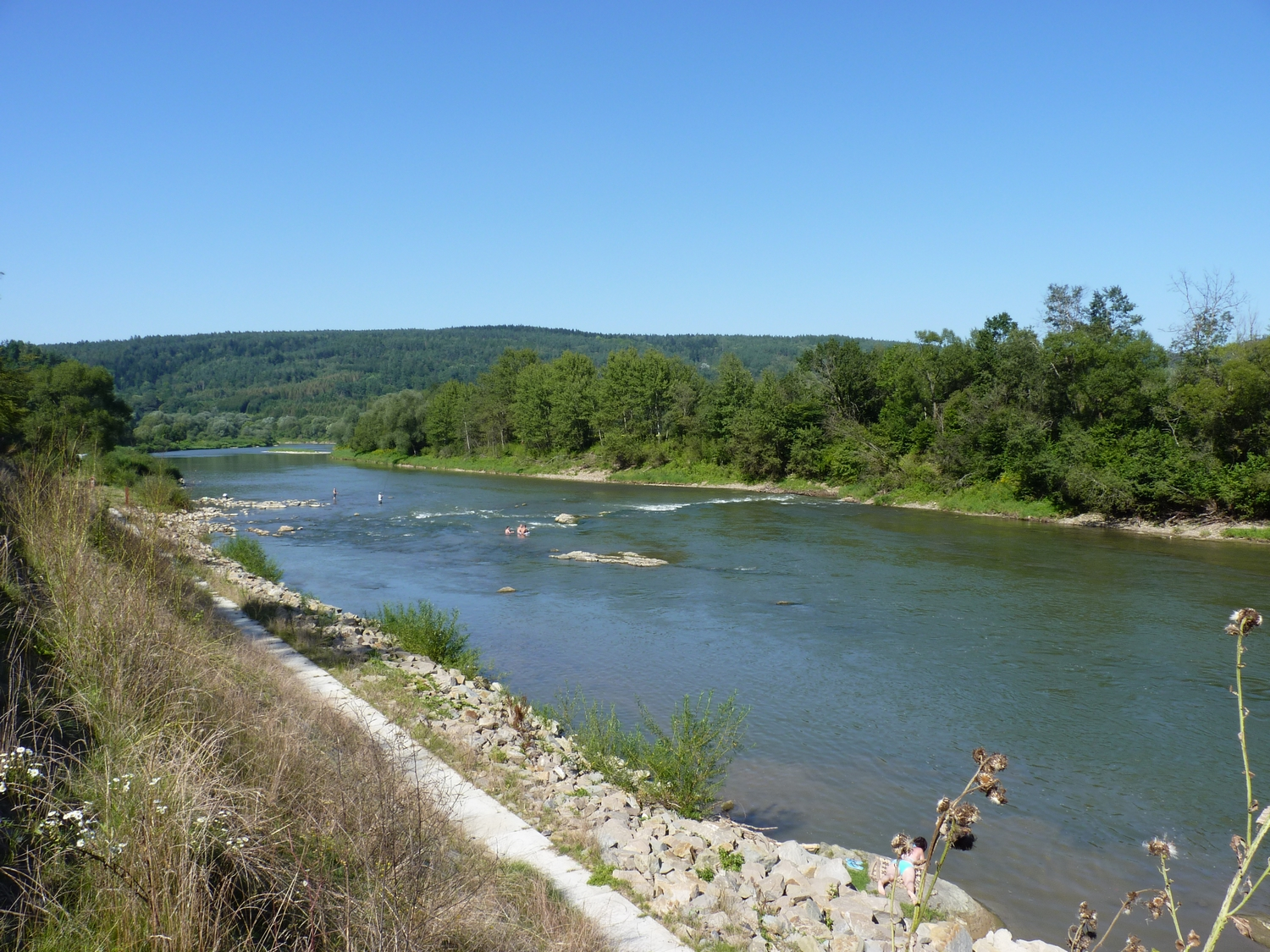
Przełomy na Sanie na granicy z Witryłowem